# Bulbophyllum mona-lisae
Bulbophyllum mona-lisae är en orkidéart som beskrevs av Anton Sieder och Kiehn. Bulbophyllum mona-lisae ingår i släktet Bulbophyllum och familjen orkidéer. Inga underarter finns listade i Catalogue of Life.